# Haller (Musiker)
Haller (* 1989 oder 1990 in Aachen; bürgerlich Martin Ody oder Martin Haller) ist ein deutscher Musiker und Songwriter.

## Leben
Haller wuchs in einer musikalischen Familie auf. Er besuchte die Aachener Domsingschule und lernte Gitarre zu spielen. Am Couven-Gymnasium erwarb er sein Abitur. Anschließend studierte er an der Popakademie Baden-Württemberg und schloss mit einem Bachelor in Popmusikdesign ab.
Die erste EP unter dem Künstlernamen Haller erschien 2013. Zu diesem Zeitpunkt bezeichnete der Name jedoch noch ein Pop-Rock-Trio, bei dem er als Frontsänger fungierte. Es spielte unter anderem als Vorband von Eric Clapton. Im Mai 2015 wurde das Trio aufgelöst; seither nutzt er den Namen Haller als Solokünstler.
Als erste Solo-EP erschien 2016 OK. Im selben Jahr konnte er sich mit Wenn sie tanzt von Max Giesinger als Autor in den deutschen, österreichischen und Schweizer Singlecharts platzieren. Die Single wurde außerdem mehrfach mit Goldenen Schallplatten ausgezeichnet. Im Oktober 2017 spielte er sieben Konzerte im Vorprogramm der DNA Tour von der deutschen Singer-Songwriterin Madeline Juno.
Größere Bekanntheit erlangte Haller 2018 mit der Singleauskopplung Schön genug des 2019 veröffentlichten Debütalbums Kuss.
Nach der EP halb acht im Jahr 2021 folgte 2023 das zweite Album Der junge Mann sowie eine weitere EP, Spaghetti.
Das vierte Album Akademie der Ängste kam 2024 auf den Markt. Die zugehörige Tournee umfasste 15 Konzerte.

## Stil
Musikalisch einordnen lassen sich die „eingängigen Wohlfühlmelodien“ (laut.de) von Haller zwischen Indie und Pop. Gerade zu den Anfangszeiten war die Musik noch etwas rocklastiger und auch neuere Stücke bewegen sich gelegentlich in diese Richtung. Das 2023 erschienene Album Der junge Mann zeigt sich mit Synth-Bässen und leichten Hip-Hop-Beats insgesamt elektronischer als vorhergegangene Veröffentlichungen.
Die Texte sind meist traurig-melancholisch und behandeln Themen wie Selbstzweifel, Vergleiche und Herzschmerz.

## Diskografie

### Alben
- 2019: Kuss.
- 2023: Der junge Mann
- 2024: Akademie der Ängste

### EPs
- 2013: Tätowiert (mit Trio Haller)
- 2016: OK
- 2021: halb acht
- 2023: Spaghetti

### Autorenbeteiligungen
Haller als Autor in den Charts

| Jahr | Titel Interpretation             | Höchstplatzierung, Gesamtwochen, AuszeichnungChartplatzierungen (Jahr, Titel, Interpretation, Platzierungen, Wochen, Auszeichnungen, Anmerkungen) | Höchstplatzierung, Gesamtwochen, AuszeichnungChartplatzierungen (Jahr, Titel, Interpretation, Platzierungen, Wochen, Auszeichnungen, Anmerkungen) | Höchstplatzierung, Gesamtwochen, AuszeichnungChartplatzierungen (Jahr, Titel, Interpretation, Platzierungen, Wochen, Auszeichnungen, Anmerkungen) | Anmerkungen                                                  |
| Jahr | Titel Interpretation             | DE | AT | CH | Anmerkungen                                                  |
| ---- | -------------------------------- | --- | --- | --- | ------------------------------------------------------------ |
| 2016 | Wenn sie tanzt Max Giesinger     | DE9 Platin · (26 Wo.)DE | AT18 (15 Wo.)AT | CH16 Gold · (23 Wo.)CH | Erstveröffentlichung: 16. September 2016 Verkäufe: + 415.000 |
| 2021 | Happy End Vanessa Mai feat. Sido | DE12 (6 Wo.)DE | AT24 (3 Wo.)AT | CH30 (2 Wo.)CH | Erstveröffentlichung: 15. Oktober 2021                       |
| 2023 | Icecream Twenty4tim              | DE1 (1 Wo.)DE | — | — | Erstveröffentlichung: 21. April 2023                         |

Weitere Autorenbeteiligungen
- 2021: Ruf nicht mehr an – Vanessa Mai